# Okres Liberec

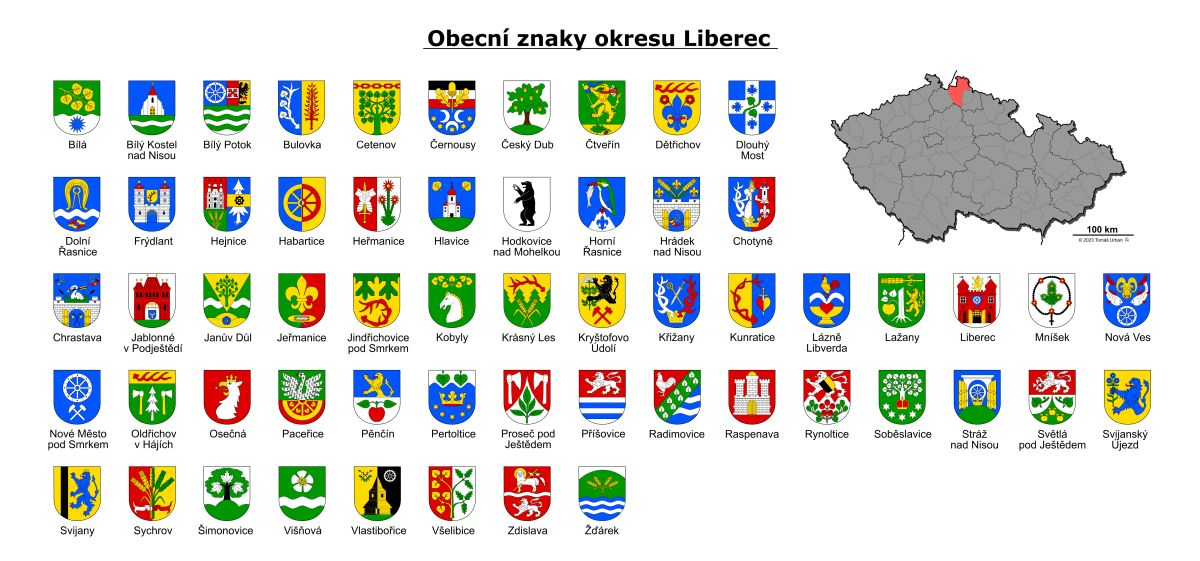
Přehled obecních znaků okresu Liberec

Okres Liberec je okresem v Libereckém kraji. Jeho dřívějším sídlem bylo statutární město Liberec.

## Poloha

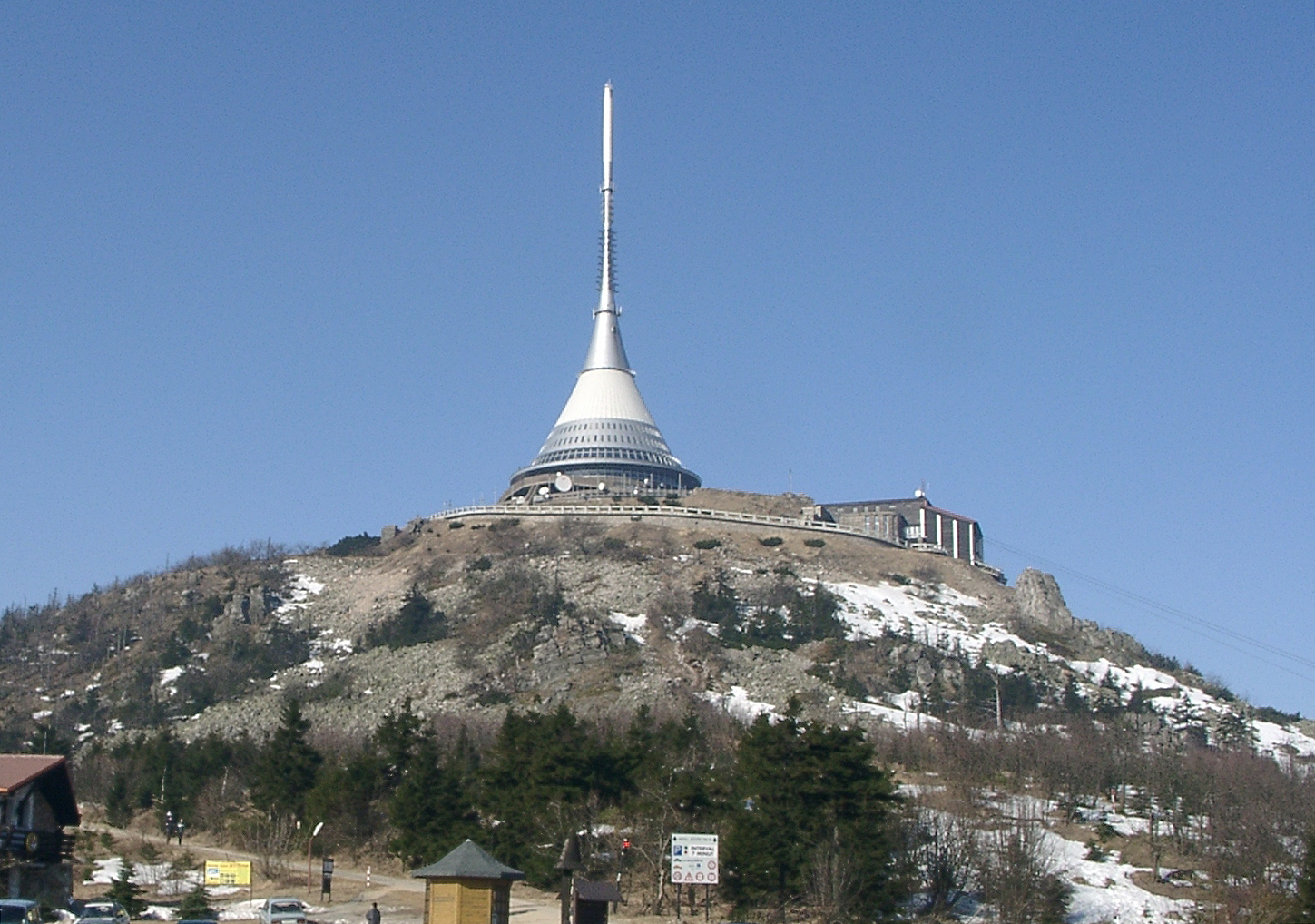
Ještěd, symbol LIberce

Na východě sousedí s okresem Jablonec nad Nisou, na jihovýchodě s okresem Semily a na jihozápadě s okresem Česká Lípa, všechny v Libereckém kraji. Na jihu má společnou hranici s okresem Mladá Boleslav, který patří do Středočeského kraje. Ze severu, severovýchodu a severozápadu je okres vymezen státní hranicí s Polskem. Na západě je jeho hranice tvořena státní hranicí s Německem.
Na jeho území leží Frýdlantský výběžek.

## Struktura povrchu
K 31. prosinci 2003 měl okres celkovou plochu 924,7 km², z toho:
- 47,97 % zemědělských pozemků, které z 51,16 % tvoří orná půda (24,54 % rozlohy okresu)
- 52,03 % ostatní pozemky, z toho 80,72 % lesy (42,00 % rozlohy okresu)

## Demografické údaje
Data k 30. červnu 2005:
| Popis          | Celkem  | Ženy           | Muži           |
| -------------- | ------- | -------------- | -------------- |
| počet obyvatel | 158 988 | 82 066 51,62 % | 76 922 48,37 % |
| průměrný věk   | 39,6    | 41,1           | 37,9           |

- hustota zalidnění: 172 ob./km²
- 84,19 % obyvatel žije ve městech

### Zaměstnanost
(2003)
| Počet obyvatel se stálým zaměstnáním | 39 307    |
| Průměrný plat                        | 15 721 Kč |
| Nezaměstnaných                       | 8 504     |
| Míra nezaměstnanosti                 | 10,46 %   |

### Školství
(2003)
| Druh školy                     | Počet škol |
| ------------------------------ | ---------- |
| Mateřské školy                 | 75         |
| Základní školy                 | 63         |
| Gymnázia                       | 5          |
| Střední školy průmyslové školy | 16         |
| Střední odborná učiliště       | 8          |
| Vyšší odborné školy            | 4          |

### Zdravotnictví
(2003)
| Lékaři                          | 588 |
| Nemocnice                       | 2   |
| Specializovaná léčebná zařízení | 1   |
| Zubní lékaři                    | 81  |
| Lékárny                         | 38  |

### Zdroj
- Český statistický úřad

## Silniční doprava
Okresem prochází dálnice D10 a silnice pro motorová vozidla I/35, silnice I. třídy I/13, I/14 a I/35.
Silnice II. třídy II/270, II/277, II/278, II/279, II/290, II/291, II/592 a II/610.

## Železniční doprava
Okresem prochází železniční tratě : Pardubice–Liberec, Praha–Turnov, Frýdlant v Čechách – Jindřichovice pod Smrkem, Liberec – Česká Lípa,  Liberec–Harrachov, Liberec–Zawidów, Liberec–Žitava,  Raspenava – Bílý Potok pod Smrkem. 

## Seznam obcí a jejich částí
Města jsou uvedena tučně, městyse kurzívou, části obcí malince.
Bílá (Bohdánkov • Dehtáry • Domaslavice • Hradčany • Chvalčovice • Klamorna • Kocourov • Kohoutovice • Letařovice • Petrašovice • Trávníček • Vesec • Vlčetín) •
Bílý Kostel nad Nisou (Panenská Hůrka • Pekařka) •
Bílý Potok •
Bulovka (Arnoltice • Bulovka • Dolní Oldřiš) •
Cetenov (Dehtáry • Dolánky • Hrubý Lesnov • Těšnov • Vystrkov) •
Černousy (Boleslav • Ves) •
Český Dub (Bohumileč • I (Český Dub) • II (Horní Předměstí) • III (Dolní Předměstí) • IV (Zámecký okres) • Hoření Starý Dub • Kněžičky • Libíč • Loukovičky • Malý Dub • Modlibohov • Smržov • Sobákov • Sobotice • Starý Dub) •
Čtveřín (Doubí) •
Dětřichov •
Dlouhý Most •
Dolní Řasnice •
Frýdlant (Albrechtice u Frýdlantu • Větrov) •
Habartice (Háj) •
Hejnice (Ferdinandov) •
Heřmanice •
Hlavice (Doleček • Lesnovek • Vápno) •
Hodkovice nad Mohelkou (Jílové • Radoňovice • Záskalí • Žďárek) •
Horní Řasnice (Srbská) •
Hrádek nad Nisou (Dolní Sedlo • Dolní Suchá • Donín • Horní Sedlo • Loučná • Oldřichov na Hranicích • Uhelná • Václavice) •
Chotyně (Grabštejn) •
Chrastava (Andělská Hora • Dolní Chrastava • Dolní Vítkov • Horní Chrastava • Horní Vítkov • Víska • Vysoká) •
Jablonné v Podještědí (Česká Ves • Heřmanice v Podještědí • Kněžice • Lada v Podještědí • Lvová • Markvartice • Petrovice • Pole • Postřelná • Valdov • Zámecká) •
Janovice v Podještědí •
Janův Důl •
Jeřmanice •
Jindřichovice pod Smrkem (Dětřichovec) •
Kobyly (Havlovice • Janovice • Podhora • Radvanice • Sedlisko • Vorklebice) •
Krásný Les •
Kryštofovo Údolí (Novina) •
Křižany (Žibřidice) •
Kunratice •
Lázně Libverda •
Lažany •
Liberec (I Staré Město • II Nové Město • III Jeřáb • IV Perštýn • V Kristiánov • VI Rochlice • VII Horní Růžodol • VIII Dolní Hanychov • IX Janův Důl • X Františkov • XI Růžodol I • XII Staré Pavlovice • XIII Nové Pavlovice • XIV Ruprechtice • XV Starý Harcov • XVI Nový Harcov • XVII Kateřinky • XVIII Karlinky • XIX Horní Hanychov • XX Ostašov • XXI Rudolfov • XXII Horní Suchá • XXIII Doubí • XXIV Pilínkov • XXV Vesec • XXVIII Hluboká • XXIX Kunratice • XXX Vratislavice nad Nisou • XXXI Krásná Studánka • XXXII Radčice • XXXIII Machnín • XXXIV Bedřichovka • XXXV Karlov pod Ještědem) •
Mníšek (Fojtka) •
Nová Ves (Růžek • Mlýnice • Nová Víska) •
Nové Město pod Smrkem (Hajniště • Ludvíkov pod Smrkem) •
Oldřichov v Hájích (Filipka) •
Osečná (Druzcov • Chrastná • Kotel • Lázně Kundratice • Zábrdí • Vlachové) •
Paceřice (Husa) •
Pěnčín (Albrechtice • Červenice • Kamení • Střížovice • Vitanovice • Zásada) •
Pertoltice (Dolní Pertoltice • Horní Pertoltice) •
Proseč pod Ještědem (Domaslavice • Horka • Javorník • Padouchov) •
Příšovice •
Radimovice •
Raspenava •
Rynoltice (Černá Louže • Jítrava • Nová Starost • Polesí) •
Soběslavice (Padařovice) •
Stráž nad Nisou (Svárov) •
Světlá pod Ještědem (Dolení Paseky • Hodky • Hoření Paseky • Jiříčkov • Křižany • Rozstání • Vesec) •
Svijanský Újezd (Jirsko 2.díl • Močítka) •
Svijany •
Sychrov (Radostín • Sedlejovice • Třtí • Vrchovina) •
Šimonovice (Minkovice • Rašovka) •
Višňová (Andělka • Filipovka • Loučná • Minkovice • Poustka • Předlánce • Saň • Víska • Višňová) •
Vlastibořice (Jivina • Sedlíšťka • Slavíkov) •
Všelibice (Benešovice • Březová • Budíkov • Chlístov • Lísky • Malčice • Nantiškov • Nesvačily • Podjestřábí • Přibyslavice • Roveň • Vrtky) •
Zdislava •
Žďárek

## Seznam správních obvodů obcí s rozšířenou působností
Okres se skládá ze dvou správních obvodů obcí s rozšířenou působností, které jsou shodné se správními obvody obcí s pověřeným úřadem:
- Liberec
- Frýdlant

## Řeky
- Lužická Nisa
- Jizera
- Bílá Smědá
- Černá Nisa
- Jeřice
- Lomnice
- Mohelka
- Ploučnice
- Smědá